# 阿川せんり
阿川 せんり（あがわ せんり、1988年11月3日 - ）は、日本の小説家。

## 経歴・人物
北海道虻田郡倶知安町出身。札幌市育ち、同市在住。北海道大学文学部人文科学科を卒業する。2015年、青春エンタテインメント小説『厭世マニュアル』でKADOKAWA 角川書店が主催する第6回野性時代フロンティア文学賞を受賞し、小説家デビューを果たす。選考委員の辻村深月は、「この物語を必要とする人が必ずいる、と信じられる作品」と賞賛している。受賞作の加筆にあたっては、登場人物の気持ちになりきるため、マスクを数日間着用して生活するなどして執筆に活かしたという。
中学3年のときに、作家になりたいと思ったという。ミヒャエル・エンデのファンタジー作品やライトノベル作品も読んでいた。大学で文芸部に所属してから作家を志望する気持ちが強くなったという。大学4年のときに、同じ部に所属していた水原涼が作品「甘露」で第112回文學界新人賞を受賞し、第145回芥川龍之介賞候補になったことは強い刺激になったと語っている。
作品の大半は札幌市及び北海道大学を舞台としている。好きな作家として辻村深月を、好きな漫画家として久米田康治を、好きなアーティストとしてコンテンポラリーな生活を挙げている。好きな映画作品としては『ミスト』を挙げている。趣味は漫画の収集。

## 作品リスト

### 著書
- 厭世マニュアル（KADOKAWA、2015年9月 / 角川文庫、2017年9月(「解説」森見登美彦)）
- アリハラせんぱいと救えないやっかいさん（KADOKAWA、2017年2月）
- ウチらは悪くないのです。（新潮社、2019年2月）
- パライゾ（光文社、2020年4月）

### 単著未収録作品
小説
- 僕たちはちんあなごではない為（『小説 野性時代』2015年10月号）
- 夜夜中のバックレさん（『小説新潮』2016年6月号）
- 来たりて取れ（『小説宝石』2018年6月号）
  - 『森見登美彦リクエスト! 美女と竹林のアンソロジー』（光文社、2019年1月22日）に再録された。
    - 文庫版（光文社文庫、2020年1月22日）。
- 墓地（『小説宝石』2019年3月号）
- あなたの好きな/わたしの嫌いなセカイ（アンソロジー『行きたくない』(角川文庫、2019年6月14日)に書き下ろし）

エッセイなど
- ぼっちとエイのお腹（『月刊ジェイ・ノベル』2015年11月号）
- わたしの逃避術（『小説すばる』2015年11月号）
- 失踪（笑）（『小説トリッパー』2016年春号（3月号））
- 思い出の映画（『小説現代』2016年4月号）
- 出会い系本屋（『本の旅人』2017年3月号）
- 人を殺すとはどういうことか（『小説宝石』2020年5月号）